# Django (webbramverk)
Django är ett ramverk för utveckling av webbapplikationer skrivet i Python. Det utvecklades ursprungligen av Adrian Holovaty, Simon Willison och Jacob Kaplan-Moss 2003 för webversionen av nyhetstidningen Lawrence Journal World i Lawrence, Kansas och släpptes under BSD-licensen 2005. Namnet kommer av gitarristen Django Reinhardt.   
Djangos motto är "The web framework for perfectionists with deadlines", en tydlig artefakt från dess ursprung inom nyhetsbranschen. Mottot framgår även i att Django vill göra det möjligt att väldigt snabbt utveckla skalbara applikationer med hög säkerhet.
Django genererar automatiskt administrations-gränssnitt utifrån data-modeller som anges i Python-kod.    
Django är idag ett av de mest populära ramverk för webbutveckling i Python tillsammans med Flask. Det stödjer bland annat SQL databaser. I och med att det är skrivet i python så finns även alla möjligheter inom databehandling som python erbjuder till hands. 